# Type Dangerous
 (juin 2025).
La mise en forme du texte ne suit pas les recommandations de Wikipédia : il faut le « wikifier ».
Les points d'amélioration suivants sont les cas les plus fréquents. Le détail des points à revoir est peut-être précisé sur la page de discussion.
- Les titres sont pré-formatés par le logiciel. Ils ne sont ni en capitales, ni en gras.
- Le texte ne doit pas être écrit en capitales (les noms de famille non plus), ni en gras, ni en italique, ni en « petit »…
- Le gras n'est utilisé que pour surligner le titre de l'article dans l'introduction, une seule fois.
- L'italique est rarement utilisé : mots en langue étrangère, titres d'œuvres, noms de bateaux, etc.
- Les citations ne sont pas en italique mais en corps de texte normal. Elles sont entourées par des guillemets français : « et ».
- Les listes à puces sont à éviter, des paragraphes rédigés étant largement préférés. Les tableaux sont à réserver à la présentation de données structurées (résultats, etc.).
- Les appels de note de bas de page (petits chiffres en exposant, introduits par l'outil «  Source ») sont à placer entre la fin de phrase et le point final[comme ça].
- Les liens internes (vers d'autres articles de Wikipédia) sont à choisir avec parcimonie. Créez des liens vers des articles approfondissant le sujet. Les termes génériques sans rapport avec le sujet sont à éviter, ainsi que les répétitions de liens vers un même terme.
- Les liens externes sont à placer uniquement dans une section « Liens externes », à la fin de l'article. Ces liens sont à choisir avec parcimonie suivant les règles définies. Si un lien sert de source à l'article, son insertion dans le texte est à faire par les notes de bas de page.
- La présentation des références doit suivre les conventions bibliographiques. Il est recommandé d'utiliser les modèles {{Ouvrage}}, {{Chapitre}}, {{Article}}, {{Lien web}} et/ou {{Bibliographie}}. Le mode d'édition visuel peut mettre en forme automatiquement les références.
- Insérer une infobox (cadre d'informations à droite) n'est pas obligatoire pour parachever la mise en page.

Pour une aide détaillée, merci de consulter Aide:Wikification.
Si vous pensez que ces points ont été résolus, vous pouvez retirer ce bandeau et améliorer la mise en forme d'un autre article.
Singles de Mariah Carey
A No No
Type Dangerous est une chanson de l'auteure-compositrice-interprète américaine Mariah Carey. Elle est sortie le 6 juin 2025, en tant que premier single de son seizième album studio à venir sous le label gamma.. Le titre marque la première sortie solo majeure de Mariah Carey depuis son quinzième album studio, Caution (2018), après une période axée sur les rééditions, les projets de Noël et notamment une édition du 20e anniversaire de son album The Emancipation of Mimi (2005).
Présenté dans une vidéo postée sur Instagram montrant Mariah Carey écoutant un fichier intitulé « T:D_MC16.mp3 » dans une voiture avec une plaque d'immatriculation indiquant « MC16 », le single a suscité des spéculations sur un nouvel album. Co-écrit et produit par Mariah Carey, Anderson. Paak, NWi et Daniel Moore, Type Dangerous incorpore un sample du morceau de 1987 d'Eric B. & Rakim Eric B. Is President. Musicalement, c'est une chanson hip hop soul et R&B avec des éléments de soul et de musique pop avec une base new jack swing et une production riche en percussions. Les paroles de la chanson parlent d'attirance pour des personnes potentiellement dangereuses. Mariah Carey décrit la sortie de ce single comme le début d'un nouveau chapitre créatif.

## Histoire
Type Dangerous a été annoncée pour la première fois dans une courte vidéo postée sur les réseaux sociaux de Mariah Carey, dans laquelle elle écoutait un morceau intitulé « T:D_MC16.mp3 » alors qu'elle était assise au volant d'une voiture immatriculée « MC16 » — suscitant des spéculations sur son seizième album studio,,. Type Dangerous marque la première sortie solo majeure de Carey depuis son album Caution paru en 2018,,,, et fait suite à une période axée sur la musique de Noël et les éditions anniversaires de ses albums précédents, y compris une récente réédition pour le 20e anniversaire de son album The Emancipation of Mimi,,. Le morceau, produit par Mariah Carey, NWi et Daniel Moore, sample le titre d'Eric B. & Rakim Eric B. Is President sorti en 1987,,. Dans un communiqué de presse, Mariah Carey a exprimé son enthousiasme à propos de la sortie de ce single en la qualifiant de début d'un nouveau chapitre tout en soulignant qu'elle avait passé beaucoup de temps en studio à créer de nouveaux morceaux,.
Le titre est le premier single extrait du 16e album studio de Mariah Carey intitulé Here For It All qui sortira le 26 septembre.

## Composition
Type Dangerous est une chanson R&B qui sample le marceau de hip-hop d'Eric B. & Rakim Eric B. Is President, sorti en 1987, associant le groove du titre samplé à une production focalisée sur les percussions tout en mélangeant des éléments de new jack swing, de soul et de musique pop. Le titre hip-hop et soul transpire l'assurance alors que Mariah Carey exprime son attirance envers quelqu'un qui peut être dangereux, genre qu'elle est prête à accepter.

## Clip
Le clip de la chanson est réalisé par Joseph Kahn et devait initialement sortir le 13 juin,. Le 10 juin, il annonce que le clip du titre a « surprise fracassante ». Le 13 juin, Mariah Carey annonce par le biais de ses réseaux sociaux que le clip sortira finalement le 14 juin.
Le Youtubeur MrBeast fait une apparition dans le clip.

## Promotion
Le 9 juin 2025, Carey a interprété Type Dangerous en direct pour la première fois aux BET Awards 2025 en medley avec It's Like That (extrait de l'album The Emancipation of Mimi), avec Rakim rejoignant Mariah sur scène et Anderson. Paak accompagnant à la batterie. Le titre a également été interprété au Stade de Wembley dans le cadre du Capital's Summertime Ball le 15 juin 2025.

## Charts
| Chart (2025)            | Meilleure position |
| ----------------------- | ------------------ |
| Nouvelle Zélande (RMNZ) | 15                 |
| Royaume-Uni             | 9                  |
| Japon (Billboard Japan) | 12                 |
| USA (Billboard Hot 100) | 95                 |
| Lithuanie (TopHit)      | 70                 |
| Australie (ARIA)        | 4                  |
| Corée du Sud (Circle)   | 139                |

## Versions
- The Remixes – EP

1. Type Dangerous (The Remix of the Gods; featuring Busta Rhymes, Redman and Method Man) – 3:46
2. Type Dangerous (The Sean Don Remix; featuring Big Sean) – 2:56
3. Type Dangerous (The Touch The Soul of the People Remix; featuring DJ Snake) – 3:25
4. Type Dangerous (The Brazil Funk Remix; featuring Luísa Sonza) – 2:26